# Бертен, Антуан
Антуа́н Берте́н (фр. Antoine Bertin), прозванный «рыцарь Бертен» (le chevalier Bertin; 10 октября 1752 года, Реюньон — 30 июня 1790 года, Санто-Доминго) — французский поэт; певец «вина, любви и веселья», в духе латинских элегиков, прозванный «французским Проперцием».

## Биография
Родился в 1752 г. на острове Бурбон (нынешний Реюньон), с девятилетнего возраста воспитывался во Франции.
В 1777 г. появились его первые стихотворные опыты, которые благодаря звучности и лёгкости стиха приобрели ему почётное имя рядом с его земляком и другом Парни. Кроме любви, воспевал также природу и писал путевые письма не только в стихах, но и в прозе.
Умер на острове Санто-Доминго в 1790 г.

## Издания сочинений
- Элегии «Les Amours» (1773, 1780);
- «Voyage de Bourgogne» (1777);
- Épître à M. Des Forges-Boucher (1778)
- «Œuvres» (2 т., 1785) изданы Буассонадом.
- «Œuvres complètes» (1802 и 1824);
- «Poesies et oeuvres diverses» (1879).